# Balkwill-Winkel

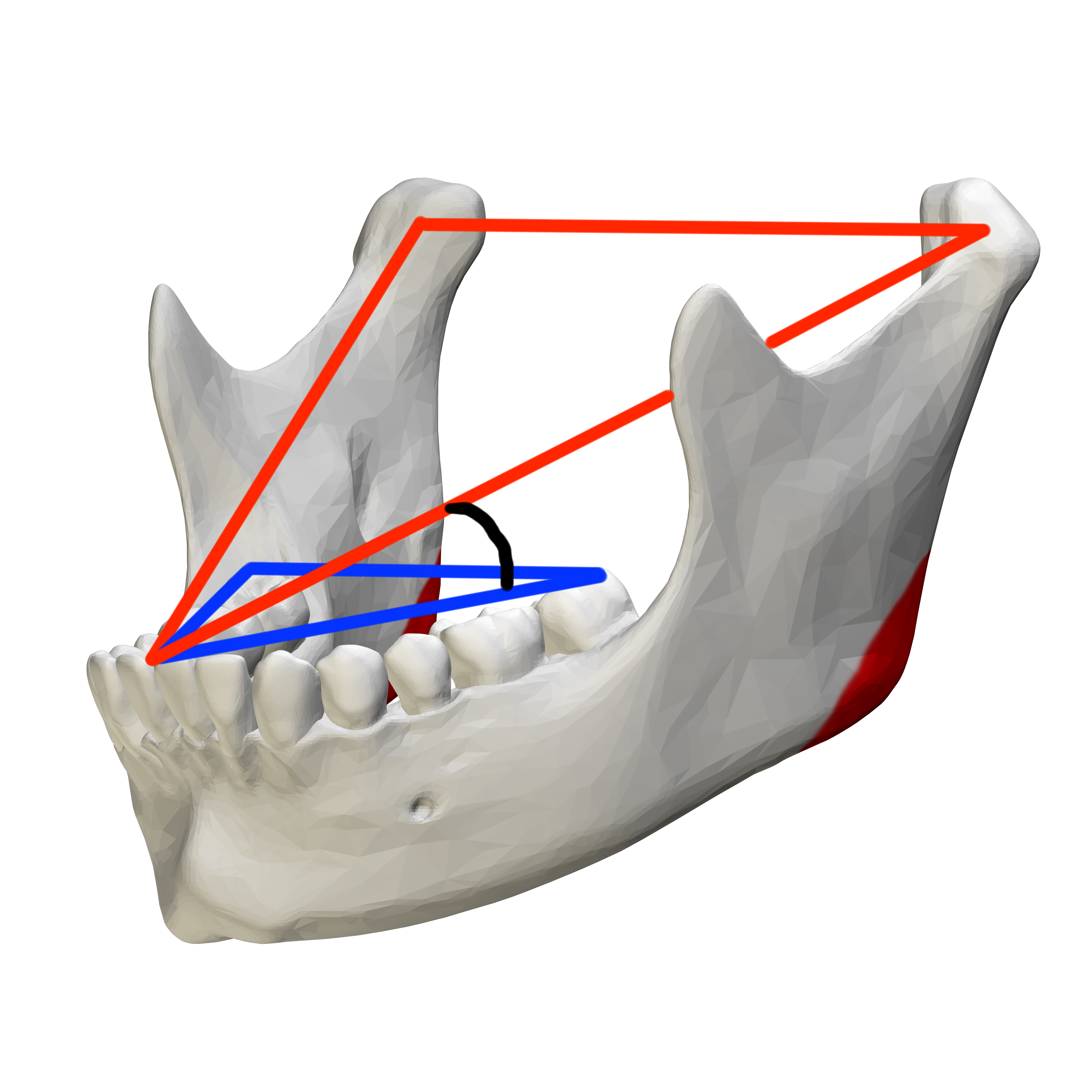
Balkwill-Winkel schwarz; Bonwill-Dreieck rot;
Kauebene blau

Unter dem Balkwill-Winkel versteht man in der Zahnmedizin den Winkel zwischen der Kauebene und dem Bonwill-Dreieck. Er beträgt etwa 20° bis 25° und fließt mit diesem Durchschnittswert in die Konstruktionsparameter von Mittelwert-Artikulatoren ein. Der Winkel ist nach dem englischen Zahnarzt Francis H. Balkwill (1837–1921) benannt.